# Povijest Koreje
Povijest Koreje povezana je s poviješću cijelog Korejskog poluotoka, pa se može promatrati kao cjelina. Danas su na tom prostoru dvije države. Pojmovi Sjeverna Koreja i Južna Koreja sinonimi su za države tek u drugoj polovici 20. stoljeća, dok se do 20. stoljeća Sjeverna Koreja i Južna Koreja spominju samo kao dijelovi Korejskog poluotoka.
Najstariji poznati primjeri korejske keramike potječu iz otprilike 8000. pr. Kr., dok je razdoblje neolitika počelo prije 6000. pr. Kr., nakon čega je uslijedilo brončano doba oko 2500. pr. Prema Samguk yusa i drugim zapisima iz srednjovjekovnog korejskog doba, kraljevstvo Gojoseon (Stari Joseon) utemeljeno je 2333. pr. Kr., a na kraju se proširilo od Korejskog poluotoka do većeg dijela Mandžurije. Prema 3. stoljeću pr. Kr. raspalo se na razne države sljednice.
Oko nulte godine kršćanske ere tri su kraljevstva (Goguryeo, Sila i Baekje) osvojila druge države nasljednice Gojoseona, čime su zagospodarila poluotokom i velikim dijelom Mandžurije. Goguryeo i Baekje uživala su veću moć veći dio ere, posebno Goguryeo, koje je porazilo masovne kineske invazije. Umjesto toga, Sillina se moć polako proširila Korejom, naposljetku se uspostavivši oko 676. kao prva ujedinjena država koja je obuhvaćala veći dio Korejskog poluotoka.
Sama jedinstvena Silla propala je u kasnom 9. stoljeću, ustupivši mjesto burnom kasnom razdoblju triju kraljevstava (892.-936.), koje je završilo uspostavom dinastije Goryeo. Nakon pada Balhaea 926. u ruke Kitana, velik dio njegovih ljudi, predvođen prijestolonasljednikom Dae Gwang-hyeonom, apsorbiran je u Goryeo.
U razdoblju Goryeo došlo je do kodifikacije zakona, uvođenja državnog administrativnog aparata i procvata budizma. Od 993. do 1019. dinastija Kitan Liao napala je Goryeo, ali je odbijena. Godine 1238. došao je red na Mongolsko Carstvo koje je napalo poluotok započevši gotovo tridesetogodišnji rat, na kraju kojeg su dvije strane potpisale mirovni sporazum.
Godine 1392., nakon državnog udara, general Yi Seong-gye utemeljio je dinastiju Joseon (1392.-1910.). Kralj Sejong Veliki (1418.-1450.) proglasio je hangul, korejski alfabet. Između 1592. i 1598. Japan je napao Koreju, ali je na kraju odbijen zahvaljujući naporima vojske i mornarice koju je predvodio admiral Yi Sun-shin. U 1620-im i 1630-im godinama, Joseon je doživio invazije mandžurske dinastije Qing.
Počevši od 1870-ih, Japan je počeo povlačiti Koreju iz kineske sfere utjecaja u svoju vlastitu. Godine 1895. caricu Myeongseong ubili su japanski agenti. Godine 1897. Joseon je preimenovan u Korejsko Carstvo (1897.-1910.), a kralj Gojong postao je car Gojong.
Bez obzira na to, 1905. Japanci su prisilili Koreju da potpiše sporazum iz Eulse čime je zemlja postala protektorat, a kasnije, 1910., drugi ugovor kojim je Koreja izravno pripojena Japanskom Carstvu, iako se niti jedan sporazum ne smatra pravno valjanim. Korejski otpor japanskoj invaziji očitovao se nenasilno u masovnom Pokretu 1. ožujka. Kasnije je Korejski oslobodilački pokret, kojim je koordinirala privremena vlada Republike Koreje u egzilu, bio uvelike aktivan u susjednoj Mandžuriji, Kini i Sibiru.
Nakon poraza Japana 1945., Ujedinjeni narodi razvili su planove za protektorat nad Korejom od strane Sovjetskog Saveza i Sjedinjenih Američkih Država, ali su oni ubrzo napušteni. Godine 1948. uspostavljene su nove vlade, demokratska Južne Koreje i komunistička Sjeverne Koreje podijeljene na 38. paraleli. Međutim, neriješene napetosti između divizije isplivale su na površinu u Korejskom ratu 1950., kada je Sjeverna Koreja napala Južnu Koreju. Naizmjenične ofenzive jednih i drugih snaga do 1952. godine nisu dale prevagu ni jednoj zaraćenoj strani. Sukob je završio 1953. godine potpisivanjem primirja u Panmunjonu. Uspostavljeno je demilitarizirano područje kao granica Sjeverne i Južne Koreje.